# 薩瑟菲斯帕河
46°13′51″N 7°52′20″E / 46.23081°N 7.87220°E

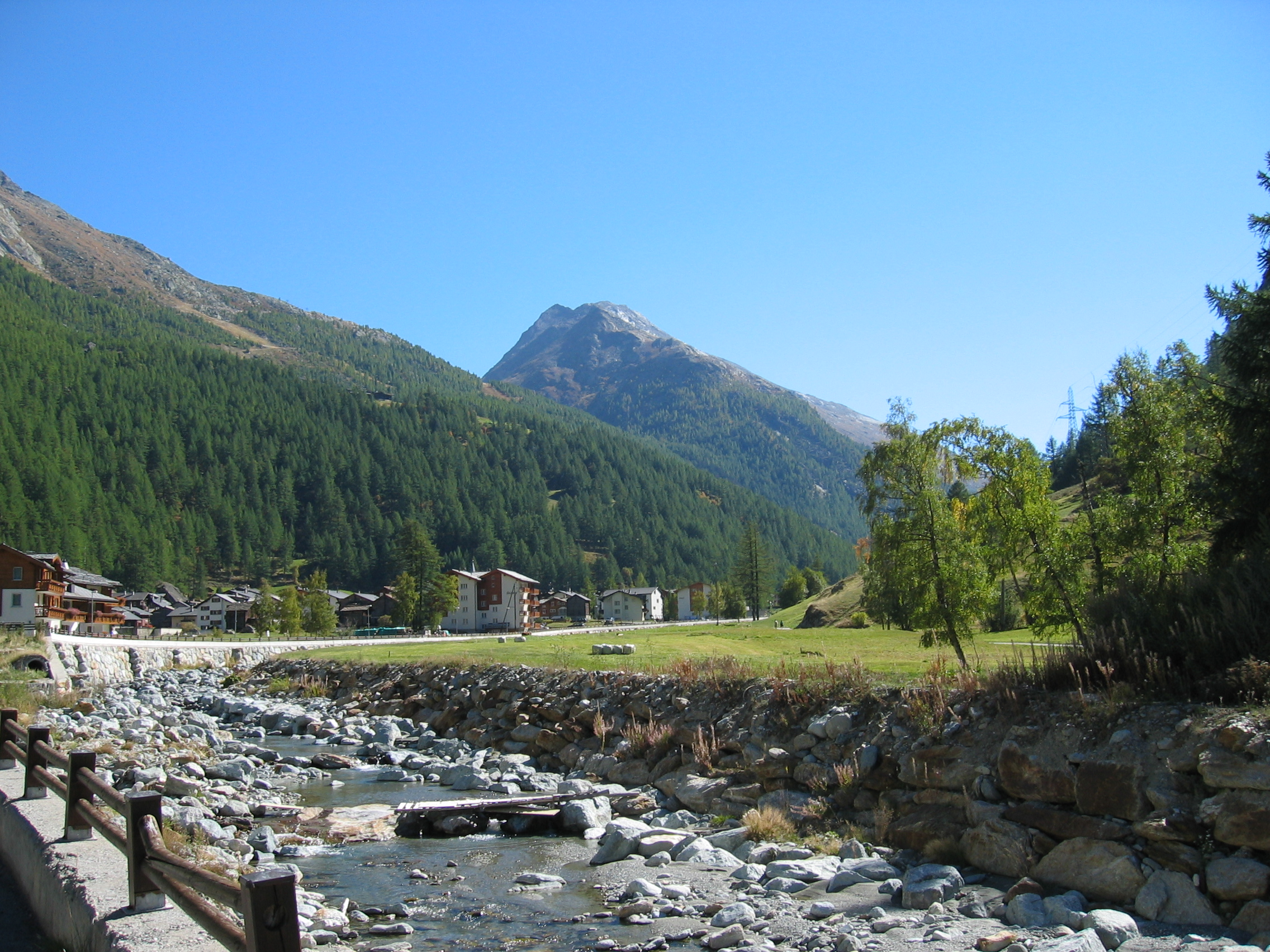

薩瑟菲斯帕河（德語：Saaservispa）是瑞士的河流，位於該國西南部，流經瓦萊州，屬於菲斯帕河的支流，河道全長29公里，流域面積256平方公里，河口處在施塔爾登。